# 卡德里约
卡德里约（法語：Cadrieu，法語發音：[kadʁijø]）是法国洛特省的一个市镇，位于该省东南部，属于菲雅克区。

## 地理
卡德里约（44°29'31"N, 1°52'47"E）面积5.24 平方千米，位于法国奧克西塔尼大區洛特省，该省份为法国西南部内陆省份，北起顺时针与科雷兹省、康塔爾省、阿韦龙省、塔恩-加龙省、洛特-加龍省和多尔多涅省接壤。
与卡德里约接壤的市镇（或旧市镇、城区）包括：萨尔瓦尼亚克-卡雅尔、索雅克、卡雅尔、格雷阿卢、蒙布兰。

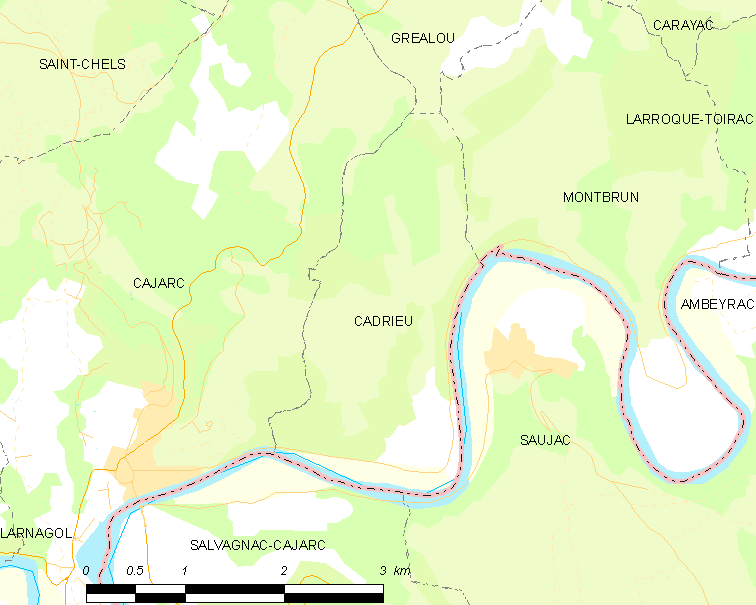
卡德里约的OSM定位图

卡德里约的时区为UTC+01:00、UTC+02:00（夏令时）。

## 行政
卡德里约的邮政编码为46160，INSEE市镇编码为46041。

## 政治
卡德里约所属的省级选区为科斯与谷地县。

## 人口

1962-2008年间卡德里约人口变化图示

卡德里约于2022年1月1日时的人口数量为168人。